# Die Schattenhand
Die Schattenhand (Originaltitel The Moving Finger) ist der 33. Kriminalroman von Agatha Christie. Er erschien zunächst im Frühjahr 1942 als Fortsetzungsroman und im selben Jahr in den USA als Buch, erst im Juni 1943 als Buch im Vereinigten Königreich. Die britische und die amerikanische Ausgabe unterscheiden sich beträchtlich. Eine deutsche Übersetzung kam zuerst 1944 im Schweizer Scherz Verlag heraus, übersetzt von Anna Katharina Rehmann. 1999 wurde der Roman von Sabine Roth neu übersetzt.
Es ermittelt Miss Marple in ihrem dritten Roman.

## Romantitel
Der englische Titel entstammt dem 71. Vierzeiler (Rubāʿī) aus Omar Chayyāms Rubāʿīyāt in der Übersetzung von Edward FitzGerald:
The Moving Finger writes; and, having writ,
Moves on: nor all thy Piety nor Wit
Shall lure it back to cancel half a Line,
Nor all thy Tears wash out a Word of it.
(Der Finger bewegt sich und er schreibt; und, hat er geschrieben, fährt er fort: Weder werden all deine Frömmigkeit noch dein Geist ihn zurücklocken, um auch nur die Hälfte einer Zeile zu löschen, noch werden deine Tränen ein Wort davon fortwaschen.)
Dieser Vierzeiler war im englischsprachigen Raum sehr beliebt und bekannt. Er bezieht sich auf das biblische Menetekel im Buch Daniel.

## Handlung
Jerry Burton und seine Schwester Joanna Burton mieten ein Landhaus in der englischen Kleinstadt Lymstock, damit sich Jerry von den Folgen eines Flugzeugabsturzes erholen kann. Bald erhalten sie einen obszönen anonymen Brief und erfahren, dass solche anonymen Briefe seit einiger Zeit im Ort umgehen.
Mona Symmington, die Frau des örtlichen Anwalts, wird tot aufgefunden. Neben ihrer Leiche entdeckt man einen anonymen Brief an sie mit der Unterstellung, eines ihrer Kinder stamme aus einem unehelichen Verhältnis, ein Glas mit Resten von Zyankali und einen Fetzen Papier mit den Worten: „Ich kann nicht mehr“ („I can’t go on“) in ihrer Handschrift. Der Spruch beim „inquest“, also der in England üblichen gerichtlichen Leichenschau, lautet auf Selbstmord im Zustand der zeitweiligen Unzurechnungsfähigkeit. Ein Experte von Scotland Yard unterstützt die polizeilichen Ermittlungen, die sich auf die anonymen Briefe konzentrieren, und kommt zu dem Schluss, dass die Briefe von einer gebildeten Frau mittleren Alters geschrieben wurden.
Dann erhält die Haushälterin der Burtons, Partridge, einen Anruf des Hausmädchens der Symmingtons, Agnes, die sie um Rat bittet, weil ihr etwas seltsam vorkomme. Beide verabreden sich für den Nachmittag zum Tee, doch Agnes erscheint nicht. Stattdessen findet Megan Hunter, die 20-jährige Tochter von Mona Symmington aus erster Ehe, ihre Leiche in einem Schrank. Die Polizei geht davon aus, dass die Schreiberin der anonymen Briefe auch Agnes getötet habe, weil Agnes etwas über sie gewusst habe. Weil ihr die Ermittlung zu langsam fortschreitet, kündigt Mrs. Dane Calthrop, die Frau des Pfarrers, an, eine eigene Expertin zu beauftragen, die sich später als Miss Marple herausstellt.
Parallel zu diesen Ereignissen entwickeln sich zwei Liebesgeschichten: Jerry Burton verliebt sich in Megan Hunter, Joanna Burton in Owen Griffith, den lokalen Arzt, mit dessen Gefühlen sie zunächst nur spielen wollte. Zwei dramatische Ereignisse führen dazu, dass die Liebesgeschichten in eine akute Phase treten: Jerry Burton zerrt Megan Hunter spontan in den Zug nach London und lässt sie dort neu einkleiden, weil er sich über ihre nachlässige Kleidung ärgert; Joanna Burton trifft bei einem Spaziergang überraschend Owen Griffith und wird von ihm gezwungen, bei einer schwierigen Entbindung zu assistieren.
Die Polizei stellt eine Falle, indem sie das Haus des Frauenvereins (Women’s Institute) überwacht, da dort die Schreibmaschine steht, mit der die Umschläge der anonymen Briefe beschriftet wurden. Sie beobachtet Aimée Griffith, die Schwester des Arztes, beim Schreiben eines anonymen Briefs an das Kindermädchen der Symmingtons, Elsie Holland. Griffith wird verhaftet. Miss Marple aber ist nicht zufrieden. Sie stellt eine eigene Falle und informiert die Polizei darüber. Auf ihr Betreiben erpresst Megan ihren Stiefvater Richard Symmington damit, dass sie wisse, dass er die Morde begangen habe. Er zahlt ihr den geforderten Betrag. In der Nacht, als sie schläft, versucht er sie zu ermorden, indem er sie betäubt und sie anschließend mit dem Kopf in den Gasherd legt, um einen Selbstmord vorzutäuschen. Dabei wird er festgenommen.
Bei einem Treffen im Pfarrhaus wird Miss Marple als die von Mrs. Dane Calthrop beauftragte Expertin vorgestellt und gibt ihr abschließendes Urteil über Motive und Verlauf des Verbrechens bekannt. Symmington hatte seine Frau getötet, um das hübsche Kindermädchen Elsie Holland heiraten zu können, das bei den Symmingtons arbeitet. Die anonymen Briefe stammten von Symmington, der den „poison pen“ nur etabliert hatte, um den Mord als Suizid erscheinen zu lassen. Er beging auch den Mord an Agnes, weil er ihr Gespräch mit Partridge mitgehört hatte. Aimée Griffith hatte nur den letzten Brief geschrieben, um Elsie Holland aus dem Haus zu ekeln und Symmington selbst heiraten zu können.
Beide Liebesgeschichten der Burtons enden glücklich. Sie lassen sich mit ihren jeweiligen Partnern in Lymstock nieder.

## Erzählweise, formaler Bau, Ort und Zeit
Es handelt sich um eine Ich-Erzählung eines männlichen Erzählers, nämlich von Jerry Burton. Sie umfasst in der britischen Ausgabe 15 Kapitel, arabisch beziffert, meist jeweils unterteilt in zwei bis vier Unterkapitel, die mit römischen Ziffern bezeichnet sind. Der erzählte Zeitraum beträgt etwa sechs Wochen.
Die Geschichte beginnt in London und kehrt gelegentlich dorthin zurück, spielt aber hauptsächlich in der fiktiven Kleinstadt Lymstock. Auf die Lokalisierung dieses Orts gibt es nur vage Hinweise: Er ist relativ schnell mit der Eisenbahn oder dem Auto von London zu erreichen, die Romanfiguren sind in der Lage, morgens nach London zu fahren und abends wieder zurückzukehren. Die Erwähnung eines Moors am Ortsrand und eines Tor in der Nähe lässt an Christies Heimat Devon denken, deren Entfernung zu London allerdings relativ groß ist. Dagegen wird Lymstock selbst ausführlich beschrieben. Der Erzähler geht auf seine große Geschichte ein, die freilich im 18. Jahrhundert praktisch abgerissen sei, weil der Fortschritt den Ort links liegen gelassen habe. Lymstock erscheint so einerseits als eine zutiefst provinzielle, typisch englische Kleinstadt, die im Roman in immer neuen Metaphern gefasst wird: als stilles Altwasser („quiet backwater“) oder, in den Worten der Romanfigur Mr. Pye, 50 Jahre hinter der Gegenwart zurück bzw. wie unter einem Glassturz. Andererseits weist es einige Errungenschaften der Gegenwart auf, nicht nur die schnelle Bahnverbindung nach London, sondern auch etwa einen Laden der Kette „International Stores“ in der High Street. Hans Reimann erschien der Ort wie ein englisches Krähwinkel.
Die Erzählung spielt etwa in der Zeit, in der sie geschrieben ist, also in den späten 1930er oder frühen 1940er Jahren, worauf zahlreiche Anspielungen hinweisen. Freilich gibt es in der Handlung keine Hinweise auf den Zweiten Weltkrieg, Luftangriffe, Rationierung und dergleichen kommen nicht vor. Der Flugzeugabsturz des Erzählers, der den Erholungsaufenthalt in Lymstock überhaupt erst nötig macht, wird nicht näher beschrieben und nicht mit einem Kriegsereignis verbunden. Lediglich in einem Tagtraum des Erzählers spielt der Krieg eine Rolle, allerdings der Erste Weltkrieg. Die Wochen der erzählten Zeit sind in einem nur vage angedeuteten, aber sonnigen Frühling angesiedelt.
Das Buch enthält eine Widmung an den Assyriologen Sidney Smith, der damals am British Museum tätig war, und seine Frau Mary. Sidney Smith gehörte zum Freundeskreis von Christie und ihrem Mann Max Mallowan.

## Genre
Die Schattenhand verbindet zwei verschiedene Genres: die Detektivgeschichte und den Liebesroman. Die klassischen Muster der Detektivgeschichte erscheinen in variierter Form: Die Detektivin, Miss Marple, tritt erst sehr spät im Roman auf und hat nur sehr wenige Szenen für sich. Alle wesentlichen Hinweise für die Lösung erhält sie von ihrem wichtigsten Helfer Jerry Burton, der, wie Dr. Watson bei Sherlock Holmes, die Geschichte selbst erzählt – anders als Dr. Watson ist sich der Erzähler jedoch der Identität der Detektivin nicht bewusst. Sie wird ihm erst in der klassischen Auflösungsszene bekannt, in der Miss Marple am Kaminfeuer im Pfarrhaus die Lösung präsentiert.
Der Leser erhält von Burton dieselben Hinweise (Clues) wie Miss Marple, es wird also Fair Play suggeriert: Er könnte ebenso wie Marple auf die Lösung kommen, muss dazu jedoch die Irreführungen und falschen Kontextualisierungen ausschalten, die dem Erzähler suggeriert werden. Einer der wichtigsten Hinweise ist ein Tagtraum von Jerry Burton, den er Miss Marple berichtet. Dort assoziiert er mit dem Sprichwort Kein Rauch ohne Feuer („No smoke without fire“), das er im Zusammenhang mit den anonymen Briefen immer wieder in Lymstock hört, den Rauchvorhang („smoke screen“) aus dem Krieg. Vor allem aber erinnert ihn die Rede vom „Fetzen Papier“ („scrap of paper“), auf den Mrs Symmingtons Abschiedsworte geschrieben waren, an die Erklärung von Theobald von Bethmann Hollweg, England wolle um einen „Fetzen Papier“ (nämlich die auch vom Deutschen Reich garantierte Neutralität Belgiens) Krieg führen. Miss Marple deutet später die Assoziationen aus: Selbstmörder schrieben ihre Abschiedsbriefe gewöhnlich nicht auf Papierfetzen; dies sei Burton aufgefallen, aber er habe es nicht bewusst registriert. Ebenso habe er in seinem Tagtraum die anonymen Briefe mit einem Rauchvorhang verbunden, der das eigentliche Geschehen tarne. Tatsächlich stammte der Papierfetzen aus einer alltäglichen Nachricht und war von Symmington nur ausgerissen und aufbewahrt worden, um ihn als Abschiedsnotiz verwenden zu können.
Die doppelte Liebesgeschichte der Geschwister Burton verläuft zunächst weitgehend unverbunden zur Kriminalhandlung. Jerry Burtons und Megan Hunters Romanze trägt Züge einer Aschenbrödel-Handlung, mehr noch aber Züge einer Variation des Pygmalion-Motivs. Die zwanzigjährige und damit noch nicht volljährige Megan fühlt sich im Haushalt ihres Stiefvaters als fünftes Rad am Wagen, erfährt dort wenig Fürsorge und läuft nachlässig gekleidet herum. Jerry Burton, von unbestimmtem Alter, fasst nicht nur eine Neigung für sie, sondern fühlt sich auch bemüßigt, ihre Bildung zu erweitern. Sein spontaner Entschluss, Megan mit nach London zu nehmen und sie dort völlig neu einkleiden und frisieren zu lassen, führt dazu, dass sie ein neues, auch äußerlich attraktives Wesen annimmt. Erst nach dieser durch ihn selbst bewirkten Verwandlung wird ihm seine Liebe zu Megan bewusst. Die Literaturwissenschaftlerin Gill Plain hat diesen Zug als einen Versuch zur Wiederherstellung männlicher Dominanz interpretiert, die durch die Ereignisse des Krieges in Schwierigkeiten geraten sei (symbolisiert durch Jerrys Invalidität zu Beginn des Romans): „Jerry gewinnt seine männliche Handlungsfähigkeit zurück durch die gottähnliche Erschaffung einer Frau.“
Neben dieser primären Liebesgeschichte steht die sekundäre von Joanna Burton mit Owen Griffith, die zunächst als „play fast and loose“ angelegt ist: Joanna spielt aus verletzter Eitelkeit mit den Gefühlen des Arztes. Auch Owen Griffith gelingt es jedoch, seine männliche Handlungsfähigkeit wiederzugewinnen: Er nötigt Joanna, die bei einem Spaziergang zufällig auf den mit einer schwierigen Entbindung befassten Arzt trifft, zu Hilfstätigkeiten bei seiner ärztlichen Tätigkeit, und aus dem Spiel wird Ernst, eine echte Liebesgeschichte.
Erst am Ende kommt es zu einer direkten Verknüpfung der Kriminalroman- und Liebeshandlung: Megan Hunter wird von Miss Marple dafür ausgewählt, dem Verbrecher eine Falle zu stellen. Als sie nach dem Mordanschlag Symmingtons wieder aus ihrer Bewusstlosigkeit erwacht, revidiert sie ihre ursprüngliche Ablehnung von Burtons Heiratsantrag. Der Einleitungstext des Erstdrucks als Fortsetzungsroman stellt die Verknüpfung der Handlungen so dar: „Eine Liebesgeschichte, gefördert durch Bosheit, überschattet von Mord und heimgesucht von einem Krimi“, hebt also die Romanze als Kernhandlung hervor.

## Figuren
Der Roman spielt im Wesentlichen in der guten Gesellschaft der Kleinstadt Lymstock. Hier sind die wichtigsten Figuren die Vermieterin von Little Furze, Emily Barton, eine alte Jungfer, die von ihren Geldanlagen lebt; der örtliche Arzt, Owen Griffith, mit seiner Schwester Aimée Griffith; der Anwalt Richard Symmington mit seiner Frau Mona und ihren beiden Söhnen sowie Monas Tochter aus erster Ehe, Megan Hunter; der Pfarrer Caleb Dane Calthrop mit seiner Frau Maud; der Privatier und Sammler Pye. Dazu kommen die beiden Londoner Jerry und Joanna Burton, die über Vermögen verfügen und sich wie selbstverständlich in diesen Kreisen bewegen. Diese Personen statten sich gegenseitig Hausbesuche ab, spielen zusammen Bridge und treffen sich auf der High Street beim Einkaufen.
Im Umfeld dieser Figuren bewegen sich die arbeitenden Frauen, insbesondere das Kindermädchen der Symmingtons, Elsie Holland, und die Sekretärin von Symmington, Miss Ginch. Eine Stufe darunter lässt sich das Hauspersonal anordnen: Miss Partridge, die frühere Haushälterin von Emily Barton, die sich nun um den Haushalt der Burtons kümmert; Florence, die Emily Bartons Haushalt versorgt; Agnes Woddell, das Hausmädchen der Symmingtons, und Rose, die Köchin in diesem Haushalt; Beatrice Baker, Putzhilfe bei den Burtons, mit ihrer Mutter. Aus der Kleinstadt selbst spielt außer diesem Personenkreis nur noch eine Person eine nennenswerte Rolle, nämlich Mrs Cleat, die „örtliche Hexe“.
Hinzu kommt das Ermittlungspersonal: Superintendent Nash, der den Fall untersucht, und Inspector Graves, ein Londoner Spezialist für die Untersuchung anonymer Briefe. Jane Marple, die zunächst als Besuch der Dane Calthrops eingeführt wird, erweist sich erst in der Schlussszene als Ermittlerin.
Die Klassen- und Genderstruktur dieses Figurenensembles erlangt durch den Plot des Kriminalromans Bedeutung. Zunächst geht der Erzähler davon aus, dass die Briefe von einer ungebildeten Bäuerin stammen, und Mrs. Baker berichtet, man verdächtige im Ort allgemein Mrs. Cleat. Doch der nach Mrs. Symmingtons Tod herbeigerufene Experte Graves fällt das Urteil, dass die Täterin eine gebildete Frau sein müsse. Damit engt sich die Zahl der Verdächtigen stark ein, wie es für die klassische Detektivgeschichte erforderlich ist. In Gesprächen insbesondere zwischen Jerry und Joanna Burton erfährt man, dass als verdächtig nunmehr nur noch die weibliche Hälfte der schmalen Oberschicht der Kleinstadt gilt. Dazu zählen nicht nur die Frauen der guten Gesellschaft, sondern auch die gebildeten arbeitenden Frauen und insbesondere auch Mr. Pye, der mit zahlreichen Attributen als femininer Mann beschrieben wird. Die Attribute legen nahe, dass er homosexuell ist, obwohl dies nicht explizit benannt wird.
Da die anonymen Briefe, wie Miss Marple am Ende hervorhebt, lediglich ein Ablenkungsmanöver des Täters waren, liegt der wahre Täter wegen seiner eindeutig männlichen Gender-Rolle außerhalb dieses Kreises. So wird der für den Kriminalroman typische Überraschungseffekt erzeugt. Der Leser erfährt aber auch frühzeitig, dass die Briefe, wie sowohl Nash als auch Owen Griffith bemerken, sehr stark zwei früheren Fällen von anonymer Briefschreiberei ähneln, die tatsächlich auf Frauen zurückgingen. Symmington hatte sich aus diesem Fundus bedient. Mit diesen Hinweisen versucht Christie zugleich den Anforderungen des Fair Play nachzukommen: Die Leser sollen zutreffende Hinweise erhalten, die ihnen ohne zusätzliches Wissen prinzipiell die Lösung des Falls ermöglichen würden.

## Entstehungs- und Veröffentlichungsgeschichte
In den Notizbüchern von Agatha Christie findet sich die erste Erwähnung der Idee zum „Moving Finger“ um 1940 (nicht genauer datiert). In der ersten Ideensammlung wurde bereits die Idee der anonymen Briefe formuliert und Jane Marple war von Anfang an als Detektivin vorgesehen. 1941 machte Christie sich an die Ausführung, wobei die Grundlinien der Handlung früh feststanden, insbesondere die Reihenfolge der Ereignisse jedoch noch erheblich umgestellt wurde.
Bereits im März 1941 konnte Christies Literaturagent Edmund Cork seinem amerikanischen Partner Harold Ober schreiben: „Der nächste Christie-Roman wird eine ganz süße Anonyme-Briefe-Tragödie mit Miss Marple.“ Der Entstehungsprozess lief relativ glatt. Zwar lehnte die renommierte amerikanische Zeitschrift Saturday Evening Post, die bereits mehrere Christie-Krimis als Fortsetzungsromane gedruckt und dafür gut bezahlt hatte, diesen Roman ab, weil er zu lang brauche, um richtig in Gang zu kommen, und daher für das Fortsetzungs-Genre nicht geeignet sei; aber Collier’s akzeptierte ihn. Offenbar störte sich allerdings auch Collier’s an den einleitenden Kapiteln, denn besonders in den ersten Teilen erschien die Geschichte in der Zeitschrift mit deutlichen Kürzungen. Der Abdruck nahm acht Folgen ein und wurde mit Illustrationen von Mario Cooper versehen, die sich vor allem auf die weibliche Hauptfigur Megan Hunter konzentrierten (fünf von acht Titelillustrationen zeigen sie).
Ursprünglich hatte Christie als Titel The Tangled Web vorgesehen (etwa: „Verstrickt im Netz“), doch Cork wies darauf hin, dass dies zu sehr einem konkurrierenden Produkt The Spider’s Web („Das Spinnenetz“) ähnele. Daraufhin schlug Christie The Moving Finger vor und setzte sich damit gegen Corks Alternativvorschlag Misdirection (etwa: „Ablenkung“, „Irreleitung“) durch.
Die amerikanische Buchausgabe erschien ebenfalls noch 1942 bei Dodd, Mead and Company. Erst ein Jahr später wurde das Buch in Großbritannien bei Collins veröffentlicht. Vermutlich ist die amerikanische Ausgabe auf der Basis der von Collier’s gekürzten Version entstanden. Sie ist deutlich kürzer als die britische Ausgabe, einige Nebenfiguren fehlen, Verweise auf sie gehen gelegentlich ins Leere. Die erheblichen Unterschiede zwischen der britischen und der amerikanischen Version fielen erst bei der Vorbereitung der britischen Taschenbuchausgabe bei Penguin 1953 auf. Das Collins-Exemplar von Cork war im Krieg verloren gegangen, er hatte Penguin daher ein Exemplar der amerikanischen Ausgabe zur Verfügung gestellt, doch eine Reihe von Briefen machte Cork auf die Diskrepanzen aufmerksam. Die heute gängigen deutschen Ausgaben beziehen sich immer auf den Text der britischen Ausgabe.
Der Roman verkaufte sich gut, Ende Januar 1945 waren die 25.000 für das Vereinigte Königreich und die Kolonien gedruckten Exemplare praktisch ausverkauft.

## Übersetzungen
Der Roman wurde in zahlreiche Sprachen übersetzt: ins Bulgarische, Chinesische, Dänische, Deutsche, Estnische, Finnische, Französische, Indonesische, Italienische, Japanische, Koreanische, Kroatische, Litauische, Niederländische, Norwegische, Polnische, Portugiesische, Rumänische, Russische, Schwedische, Slowakische, Spanische, Tschechische und Ungarische, ferner in die südindische Sprache Malayalam. Dabei wird der Titel recht unterschiedlich wiedergegeben. Im Deutschen (Die Schattenhand) wird die Assoziation des Titelzitats mit dem Menetekel genutzt. Die französische und niederländische Übersetzung (La Plume Empoisonnée, De Giftige Pen) greifen die im Roman mehrfach verwendete Wendung „Poison pen“ für den Briefschreiber heraus. Die italienische, dänische und schwedische Übersetzung schließlich beziehen sich auf die Illusion, dass der erste Mord scheinbar ein Suizid ist, der auf dem Postweg ausgelöst wird (Il terrore viene per la posta, Døden kommer med posten, Mord per korrespondens).
Die erste deutsche Übersetzung des Romans erschien 1944 im Schweizer Scherz Verlag und stammt von Anna Katharina Rehmann, die mit ihren Übersetzungsarbeiten Geld für den Unterhalt ihrer emigrierten Eltern Ottilie und Felix Salten verdienen musste.
In der Neuübersetzung von Sabine Roth (1999) weist eine Fußnote, ein ungewöhnliches Mittel in einem Kriminalroman, auf den Zusammenhang des „Fetzens Papier“ mit Bethmann Hollwegs Ausspruch hin, der heutigen deutschen Lesern „befremdlich erscheinen“ möge. Der Ausspruch sei in den „englischen Zitatenschatz“ eingegangen und den englischen Lesern daher präsent gewesen.
Beide Übersetzungen hatten das Problem einiger Eigennamen zu lösen. Das von den Burtons gemietete Landhaus „Little Furze“ (Furze bedeutet Stechginster) ließ sich kaum wörtlich übersetzen, die Wiedergabe in der Originalsprache Englisch hätte aber im Deutschen unerwünschte Assoziationen auslösen können. Rehmann entschied sich für „Waldheim“, Roth für „Little Moor“. Der Name des ermordeten Hausmädchens Agnes Woddell ist im Roman Anlass eines Wortspiels: Der Erzähler versteht am Telefon „Agnes Waddle“ und muss der durch den Nachnamen, der zugleich „Watscheln“ bedeutet, erregten Versuchung widerstehen, sich als Donald Duck zu melden. Rehmann strich das Wortspiel aus der in erster Linie für den Tageskonsum gedachten Ausgabe des Scherz-Verlags, Roth versuchte es analog durch eine Umbenennung in „Minnie Morse“ wiederzugeben, um durch die Klangähnlichkeit zu Minnie Maus den gewünschten Effekt hervorzurufen.

## Ausgaben
- Moving Finger. Illustrated by Mario Cooper. In: Collier’s. Acht Fortsetzungen: 28. März 1942, S. 11–12, 63–68; 4. April 1942, S. 16, 44–49; 11. April 1942, S. 20, 43–46; 18. April 1942, S. 17, 26–32; 25. April 1942, S. 19, 55–58; 2. Mai 1942, S. 24–31; 9. Mai 1942, S. 54–61; 16. Mai 1942, S. 23, 68–72.
- The Moving Finger. Dodd, Mead and Company, New York 1942.
- The Moving Finger. Collins, London 1943.
  - Die Schattenhand. Übersetzt von Anna Katharina Rehmann. Scherz, Bern 1944.
  - Die Schattenhand. Übersetzt von Sabine Roth. Scherz. Bern 1999.

## Hörbücher
- 2005 Die Schattenhand (5 CDs): ungekürzte Lesung; Sprecherin: Ursula Illert. Regie: Hans Eckardt. Übersetzung von Sabine Roth; Verlag und Studio für Hörbuchproduktionen (Marburg/Lahn)[23]
- 2010 Die Schattenhand (3 CDs): gekürzte Lesung; Sprecher: Edmund Telgenkämper; Der Hörverlag (München)

## Verfilmungen
- The Moving Finger wurde zuerst von der BBC mit Joan Hickson für die Fernsehserie Miss Marple verfilmt und am 21. und 22. Februar 1985 ausgestrahlt.
- Eine zweite Verfilmung entstand 2006 mit Geraldine McEwan als Miss Marple für die Fernsehserie Agatha Christie’s Marple. Die Erstsendung erfolgte am 12. Februar 2006 im Vereinigten Königreich.
- Gute Erholung, der dritte Teil (2009) der französischen Fernsehserie Kleine Morde, ist ebenfalls eine Adaption von Die Schattenhand. Die Kriminalfälle sind für die Serie in das Frankreich der 1930er Jahre versetzt worden – darüber hinaus sind die handelnden Personen ausgetauscht worden. So ermittelt auch nicht Miss Marple, sondern der Superintendent Larosière gemeinsam mit dem jungen Inspektor Lampion.

## Sonstiges
In ihrer Autobiografie bezeichnet Christie selbst dieses Buch als eines ihrer besten: „Ein anderes Buch, mit dem ich richtig zufrieden bin. ist The Moving Finger. Es ist ein guter Test, noch einmal zu lesen, was man vor siebzehn oder achtzehn Jahren geschrieben hat. Manche Ansichten ändern sich. Einiges besteht den Test der Zeit nicht, manches schon.“